# Rue Jacinthe
La rue Jacinthe est une ancienne rue de Paris, disparue en 1888 lors du percement de la rue Lagrange. Elle était située dans le quartier de la Sorbonne du 5e arrondissement.  

## Situation
La rue appartenait juste avant la Révolution française à la paroisse Saint-Étienne-du-Mont. Pendant la Révolution, elle fait partie de la section du Panthéon-Français, qui devient le quartier Saint-Jacques lors de la création de l'ancien 12e arrondissement en 1795,. Elle fait ensuite partie du quartier de la Sorbonne après la création du 5e arrondissement en 1859. 
La rue partait de la rue des Trois-Portes et se terminait rue Galande (partie aujourd'hui incorporée à la rue Lagrange). Longue de 23 m, aucune rue n'y aboutissait. Elle était dans la continuité de la rue des Anglais.

## Histoire
En 1202, Mathieu de Montmorency et Mathilde de Garlande, son épouse, cèdent leur fief du Clos de Garlande pour y faire bâtir des maisons. Sont alors créées les rues du Fouarre, Galande, des Trois-Portes, Jacinthe et des Rats (rue de l'Hôtel-Colbert).
En 1887, un décret déclare d'utilité publique le percement d'une nouvelle voie prolongeant la rue Monge jusqu'au quai de Montebello. Le décret prévoit la suppression de la rue Jacinthe qui se trouve sur le tracé du nouvel axe, appelé « rue Lagrange » depuis 1890. Les destructions commencent en 1888.
Le Figaro déclare dans son édition du 17 novembre 1888 : « Le 24 de ce mois, en effet, aura lieu l’adjudication des matériaux à provenir de la démolition de soixante-neuf immeubles qui se trouvent sur le tracé du prolongement, jusqu’au quai de Montebello, de la rue Monge, et le travail commencera aussitôt après. […] La rue Jacinthe, ruelle étroite et fangeuse, n’existera plus. […] Il n’y a lieu, à aucun point de vue, de regretter ces diverses disparitions. Aucun souvenir spécial ne se rattache aux maisons condamnées, dont la plupart étaient d’ailleurs dans un état de délabrement complet et qui offraient un asile sûr à toutes les maladies épidémiques. »
Les nos 11 et 13 de la rue Lagrange ont été construits à son emplacement.